# Усть-Каменогорськ
Усть-Каменого́рськ (Оскемен, каз. Өскемен, трансліт. Öskemen) — місто, центр Усть-Каменогорської міської адміністрації та усієї Східноказахстанської області Казахстану.

## Географія
Усть-Каменогорськ розташований на сході Казахстану, в місці впадіння річки Ульби у річку Іртиш, за 947 км від столиці країни міста Астани.

## Клімат
У місті різко континентальний клімат, з холодною зимою, міцними морозами та спекотним літом.
| Клімат Усть-Каменогорськ | Клімат Усть-Каменогорськ | Клімат Усть-Каменогорськ | Клімат Усть-Каменогорськ | Клімат Усть-Каменогорськ | Клімат Усть-Каменогорськ | Клімат Усть-Каменогорськ | Клімат Усть-Каменогорськ | Клімат Усть-Каменогорськ | Клімат Усть-Каменогорськ | Клімат Усть-Каменогорськ | Клімат Усть-Каменогорськ | Клімат Усть-Каменогорськ | Клімат Усть-Каменогорськ |
| Показник                 | Січ.                     | Лют.                     | Бер.                     | Квіт.                    | Трав.                    | Черв.                    | Лип.                     | Серп.                    | Вер.                     | Жовт.                    | Лист.                    | Груд.                    | Рік                      |
| Середній максимум, °C    | −10                      | −7                       | −2                       | 13                       | 19                       | 25                       | 27                       | 24                       | 19                       | 11                       | 1                        | −5                       | 9,75                     |
| Середня температура, °C  | −16                      | −14                      | −8                       | 6                        | 12                       | 18                       | 20                       | 16                       | 11                       | 4                        | −4                       | −10                      | 2,9                      |
| Середній мінімум, °C     | −20                      | −21                      | −16                      | −1                       | 5                        | 10                       | 14                       | 9                        | 3                        | −1                       | −6                       | −16                      | −3,3                     |
| Норма опадів, мм         | 20                       | 20                       | 25                       | 30                       | 40                       | 40                       | 60                       | 40                       | 30                       | 40                       | 35                       | 30                       | 410                      |
| ------------------------ | ------------------------ | ------------------------ | ------------------------ | ------------------------ | ------------------------ | ------------------------ | ------------------------ | ------------------------ | ------------------------ | ------------------------ | ------------------------ | ------------------------ | ------------------------ |

## Історія
У XVIII сторіччі Московія (потім — Російська імперія) активно досліджувала території Алтаю з метою налагодження торгових шляхів зі сходом, освоєння корисних копалин. 1719 року Петро І відрядив експедицію під керівництвом майора І. М. Лихарєва на пошуки покладів золота. Експедиція дійшла на човнах до озера Зайсан, де наштовхнулась на великий загін джунгарів, та вимушена була повернути назад.

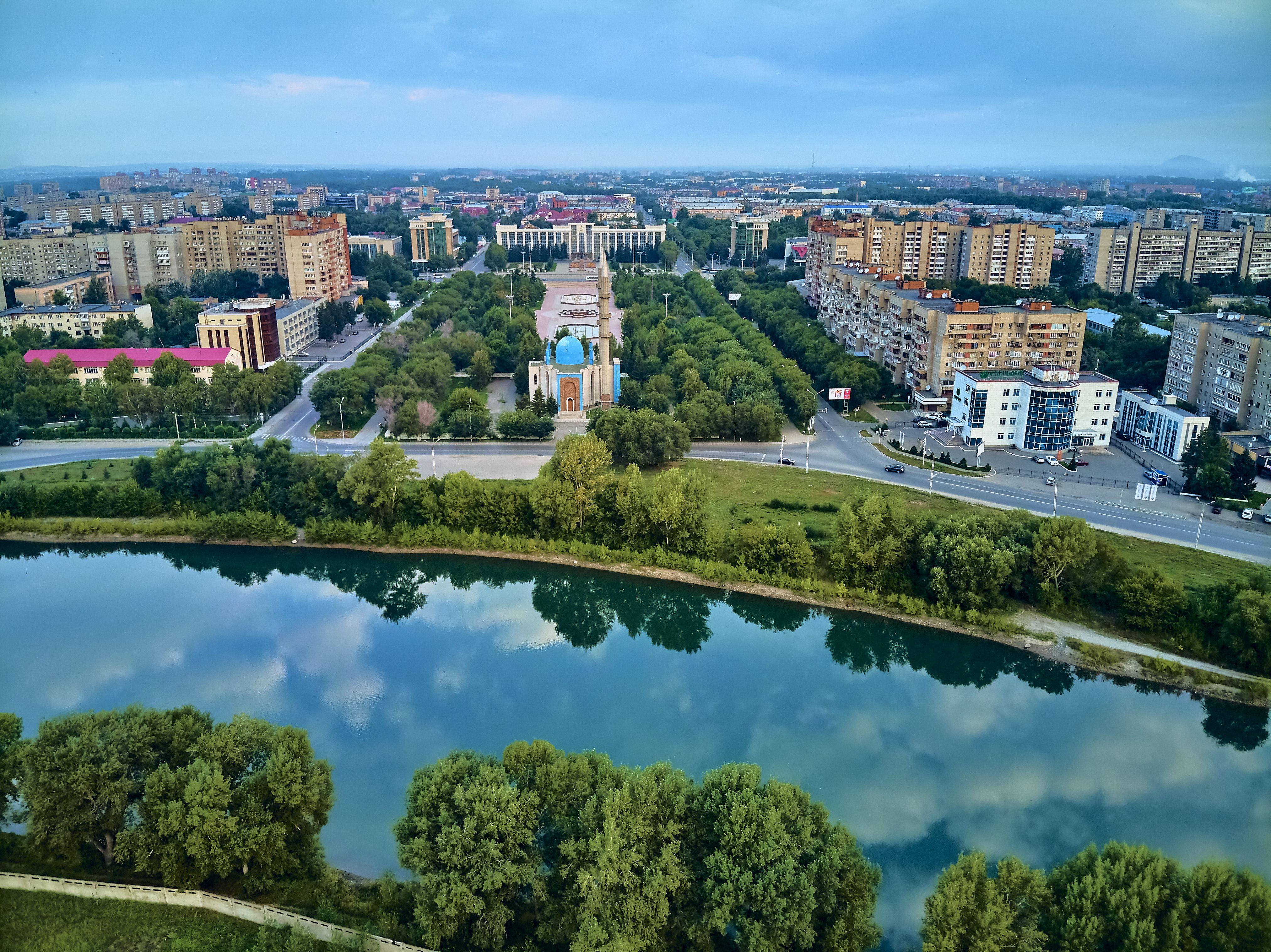

У місці, де річка Ульба впадає у Іртиш, Лихарєв заснував фортецю, названу Усть-Кам'яною, в якій залишив гарнізон з 363 військових. У другій половині XVIII сторіччя біля фортеці стали селитися поселенці, здебільшого сибірські казаки, також заслані в'язні та старовіри, яким цариця Катерина дала право вільно селитися на Алтаї та проповідувати свою релігію. В місті до наших часів зберігся старообрядова церква Покрова Пресвятої Богородиці. Фортеця перетворилась на станицю, яка 1804 року стала безповітовим містечком, 1868-го повітовим містом Семипалатинської губернії.

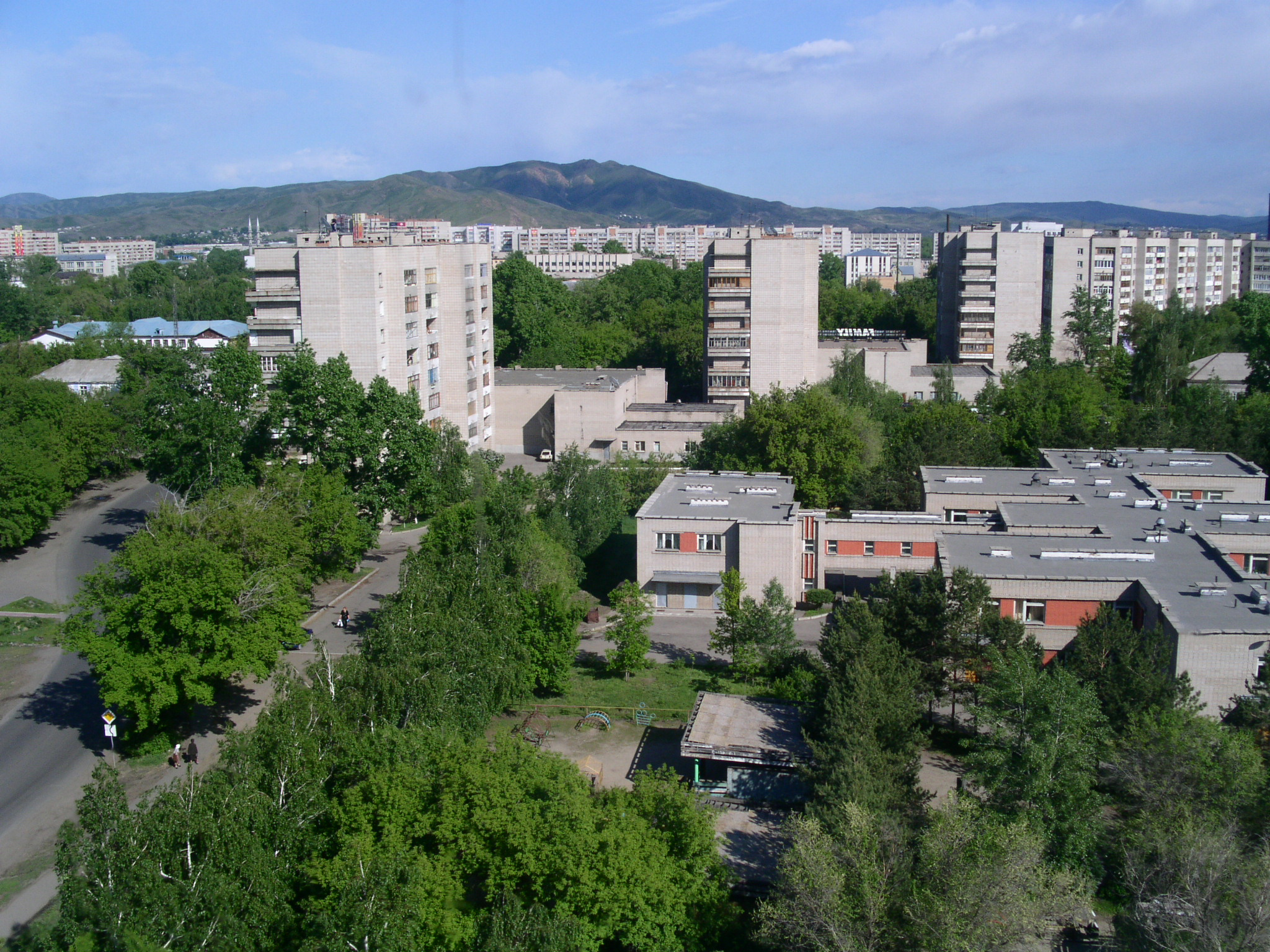
Типовий мікрорайон міста

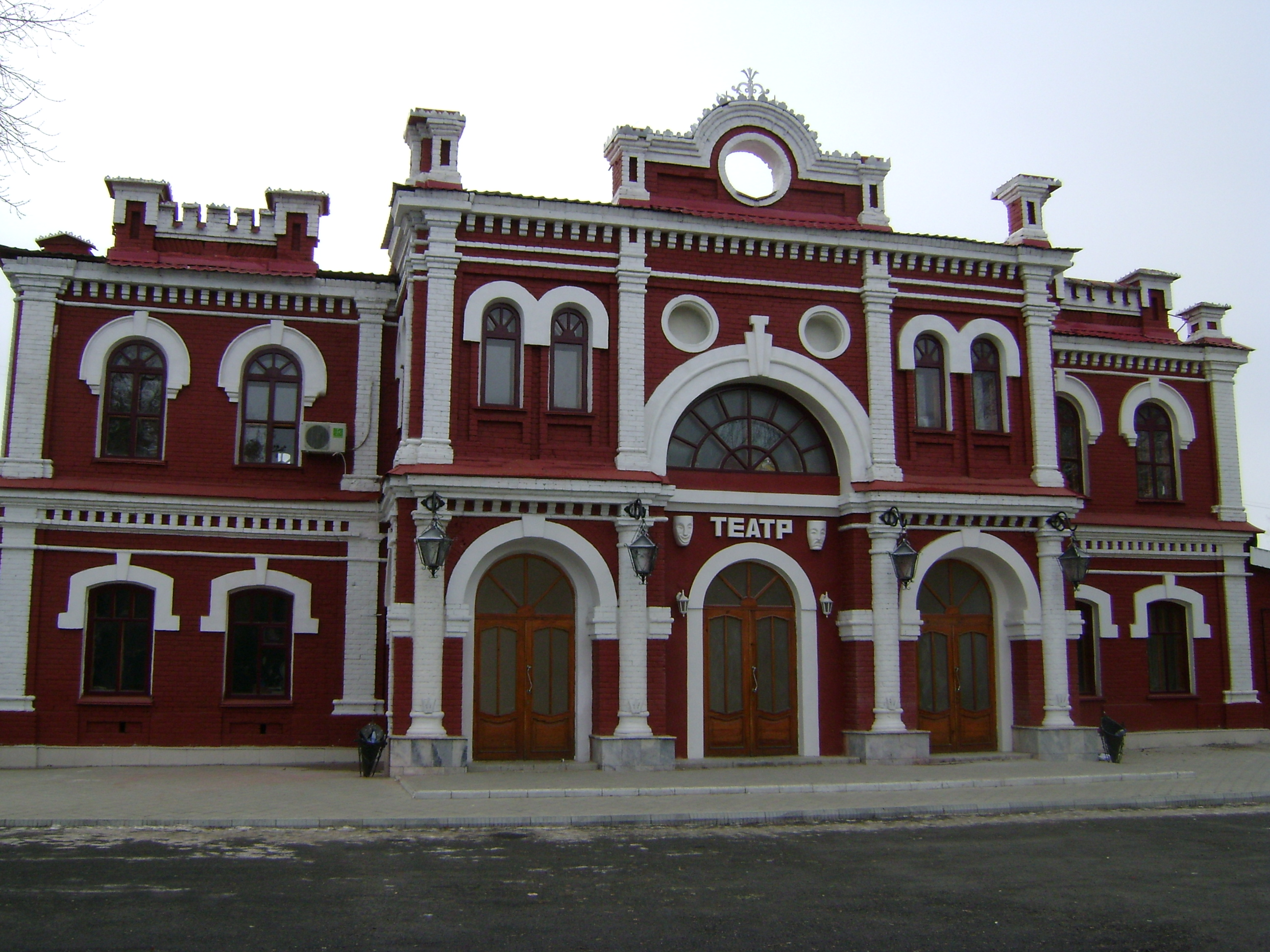
Драматичний театр

На початок ХХ сторіччя місто нараховувало 8 вулиць та 12 провулків. Серед будівель переважали дерев'яні одноповерхові будинки, які становили понад 80 % всіх споруд. Планування міста було прямокутне, квартальне. У цей же час у місті почала розвиватись промисловість, зокрема підприємства з переробки тваринної сировини: шкіри, сала, овчин. Місто було центром золотодобувної промисловості Алтаю, в місті жила велика кількість золотопромисловців, взимку тут жили службовці з приисків. Після Жовтневого перевороту влада в місті переходила з рук в руки, радянська влада утвердилася тут наприкінці 1919 року.
1939 року: місто стало обласним центром Східноказахстанської області, почалося будівництво Оскеменська ГЕС. Під час Німецько-радянської війни на базі демонтованого устаткування заводу «Електроцинк» з Орджонікідзе в місті 1942 почалось будівництво цинкового електролітного заводу, який 1951 року перетворений на свинцово-цинковий комбінат. 1958 року розпочато будівництво титано-магнієвого заводу, був зданий у експлуатацію 1965. Наприкінці 1950-х почали працювати верстатобудівний та конденсаторний заводи. 1958 року в місті відкрився телецентр, який розпочав регулярні телетрансляції, 1967 з'явився перший кінотеатр. 1965 року почав працювати аеропорт, 1970 зведений міст через Іртиш.

## Символіка
1970 року розроблений символічний знак міста. Він являв собою щит, розсічений навпіл по вертикалі, права половина червоного кольору, ліва — синього. На ньому зображений човен — символ засновників міста, та ковш з розжареним металом — символ металургійної промисловості сучасного міста. 2005 року міський масліхат Усть-Каменогорська затвердив герб, прапор, гімн та статут міста. Герб являє собою щит класичної форми, на якому зображені гірські вершини з водними просторами між ними. Це символізує річки Ульбу та Іртиш в оточенні зелених берегів. В верхній частині герба назва міста двома мовами, в нижній — сторожова вежа, оточена стрічкою, на якій викарбуваний рік заснування. Кольорова гамма герба: жовтий означає багатство та силу, синій — красу та велич, зелений — природні багатства.
Прапор прямокутної форми білого кольору зі зміщеним від центру до древка зображенням герба міста. Біля древка смуга з національним орнаментом. На протилежній стороні полотнища з'єднуються дві діагональні смуги, утворюючи стрілку, що символізує злиття двох річок, Ульби та Іртишу. Зображення орнаменту та смуг блакитного кольору, кольору прапора Казахстану, що визначає територіальну приналежність. Поєднання кольорів (білий, блакитний, багатоколірний герб) символізує чистоту, багатство самодостатність.

## Населення
| Рік  | Чисельність | Чисельність |
| ---- | ----------- | ----------- |
| 1897 | 8721        | [ 4 ]       |
| 1959 | 150 371     | [ 5 ]       |
| 1970 | 230 340     | [ 6 ]       |
| 1979 | 274 287     | [ 7 ]       |
| 1989 | 322 221     | [ 8 ]       |
| 1991 | 332 900     | [ 9 ]       |
| 1999 | 310 950     | [ 10 ]      |

| Рік  | Чисельність | Чисельність |
| ---- | ----------- | ----------- |
| 2004 | 294 507     | [ 9 ]       |
| 2005 | 291 518     | [ 9 ]       |
| 2006 | 288 509     | [ 9 ]       |
| 2007 | 287 693     | [ 9 ]       |
| 2008 | 286 709     | [ 9 ]       |
| 2009 | 303 720     | [ 11 ]      |
| 2010 | 304 973     | [ 9 ]       |

| Рік  | Чисельність | Чисельність  |
| ---- | ----------- | ------------ |
| 2011 | 307 251     | [ 9 ]        |
| 2012 | 309 534     | [ 12 ] [ 9 ] |
| 2013 | 309 510     | [ 9 ]        |
| 2014 | 314 069     | [ 9 ]        |
| 2015 | 316 893     | [ 9 ]        |
| 2016 | 321 202     | [ 9 ]        |
| 2017 | 328 294     | [ 9 ]        |

| Рік  | Чисельність | Чисельність |
| ---- | ----------- | ----------- |
| 2018 | 329 090     | [ 9 ]       |
| 2019 | 331 614     | [ 13 ]      |
| 2020 | 333 113     | [ 14 ]      |
| 2021 | 335 406     | [ 9 ]       |
| 2022 | 337 055     | [ 9 ]       |

| Рік  | Чисельність | Чисельність |
| ---- | ----------- | ----------- |
| 1897 | 8721        | [ 4 ]       |
| 1959 | 150 371     | [ 5 ]       |
| 1970 | 230 340     | [ 6 ]       |
| 1979 | 274 287     | [ 7 ]       |
| 1989 | 322 221     | [ 8 ]       |
| 1991 | 332 900     | [ 9 ]       |
| 1999 | 310 950     | [ 10 ]      |

| Рік  | Чисельність | Чисельність |
| ---- | ----------- | ----------- |
| 2004 | 294 507     | [ 9 ]       |
| 2005 | 291 518     | [ 9 ]       |
| 2006 | 288 509     | [ 9 ]       |
| 2007 | 287 693     | [ 9 ]       |
| 2008 | 286 709     | [ 9 ]       |
| 2009 | 303 720     | [ 11 ]      |
| 2010 | 304 973     | [ 9 ]       |

| Рік  | Чисельність | Чисельність  |
| ---- | ----------- | ------------ |
| 2011 | 307 251     | [ 9 ]        |
| 2012 | 309 534     | [ 12 ] [ 9 ] |
| 2013 | 309 510     | [ 9 ]        |
| 2014 | 314 069     | [ 9 ]        |
| 2015 | 316 893     | [ 9 ]        |
| 2016 | 321 202     | [ 9 ]        |
| 2017 | 328 294     | [ 9 ]        |

| Рік  | Чисельність | Чисельність |
| ---- | ----------- | ----------- |
| 2018 | 329 090     | [ 9 ]       |
| 2019 | 331 614     | [ 13 ]      |
| 2020 | 333 113     | [ 14 ]      |
| 2021 | 335 406     | [ 9 ]       |
| 2022 | 337 055     | [ 9 ]       |

Чисельність населення за даними Департаменту статистики Східноказахстанської області за статистикою на 1 лютого 2012 року складе 321000 осіб.
Основні демографічні показники (у розрахунку на 1000 жителів, дані за січень-листопад 2009 року):
- Коефіцієнт народжуваності — 14,4
- Коефіцієнт смертності — 12,2
- Шлюбів — 9,3
- Розлучень — 4,3

### Національний склад
| Національність | 2010               | 2022               |
| Росіяни        | 201 842 (67,2 %)   | 170 813 (48,69 %)  |
| Казахи         | 82 593 (27,5 %)    | 168 866 (48,13 %)  |
| Німці          | 3 717 (1,23 %)     | 2 495 (0,71 %)     |
| Українці       | 3 388 (1,12 %)     | 1 156 (0,33 %)     |
| Татари         | 3 276 (1,09 %)     | 2 535 (0,72 %)     |
| Білоруси       | 899 (0,3 %)        | 276 (0,08 %)       |
| Азербайджанці  | 687 (0,22 %)       | 905 (0,26 %)       |
| Корейці        | 679 (0,22 %)       | 588 (0,17 %)       |
| Чеченці        | 506 (0,17 %)       | 620 (0,18 %)       |
| Уйгури         | 178 (0,05 %)       | 171 (0,05 %)       |
| Узбеки         | 266 (0,08 %)       | 451 (0,13 %)       |
| Инші           | 2 311 (0,77 %)     | 1 984 (0,56 %)     |
| Загалом        | 300 342 (100,00 %) | 350 840 (100,00 %) |
| -------------- | ------------------ | ------------------ |

### Безробіття
У 2002 офіційний рівень безробіття по Усть-Каменогорську склав 3,4 %, а загальна кількість безробітних, які перебувають на обліку в центрі зайнятості — 5600 осіб (на 320 осіб менше, ніж у 2001 році)..
На січень-квітень 2004 року рівень працевлаштування в Усть-Каменогорську — 51,6 %. Рівень безробіття в Усть-Каменогорську — 2,9 %.
Травень-червень 2009 — рівень безробіття в місті дорівнює, за результатами дослідження, 20,1 % від економічно активного населення, що перевищує офіційно зареєстрований показник більш ніж у 14 разів.

## Промисловість
На початку ХХ сторіччя у Усть-Каменогорську стала швидкими темпами розвиватись промисловість і на сьогоднішній день місто займає одне з провідних місць у країні за об'ємом продукції, що виробляється індустріальними підприємствами. У місті створений потужний енергетичний комплекс Усть-Каменогорська ГЕС, Усть-Каменогорська та Согринська ТЕЦ забезпечують електроенергією не тільки місто та область але й інші регіони Казахстану. У місті працюють великі підприємства важкого машинобудування та кольорової металургії:
- АТ Усть-Каменогорський титано-магнієвий комбінат виробляє високоякісний губчастий титан та товарний магній
- АТ Казцинк — виробник цинку з великою часткою супутнього виробництва міді, свинцю, дорогоцінних металів, має філіали у 6 містах Казахстану, на підприємстві працює 22 тисячі робітників
- АТ Ульбінський металургійний завод спеціалізується на виробництві ядерного керамічного палива, берилійвмісні матеріали, тантал та ніобій, плавикову кислоту, а також надпровідні матеріали та складне промислове обладнання
- ВАТ «Востокмашзавод» виробляє різноманітне промислове обладнання
- АТ «Усть-Каменогорський конденсаторний завод» — крупносерійний випуск конденсаторів
- РГП «Казахстанський Монетний Двір Національного Банку Республіки Казахстан» — структурний підрозділ Національного Банку Республіки Казахстан, має повний виробничий цикл по випуску монет, орденів, медалей.

Працюють підприємства легкої та харчової промисловості — «Комбінат шовкових тканин», лікеро-горілчаний та пивзавод.

## Релігія
Переважна більшість віруючого населення Усть-Каменогорська сповідує іслам або православне християнство. Загалом у місті нараховують 32 релігійних об'єднання, що представляють 15 релігійних конфесій, в тому числі: 4 мусульманських, 29 християнських та 3 об'єднання, які сповідують нетрадиційна релігії. У місті не спостерігається сутичок на релігійному ґрунті, щорічно 18 жовтня проходить «День духовної згоди», за участю представників різноманітних релігійних течій, ЗМІ та громадських організацій.

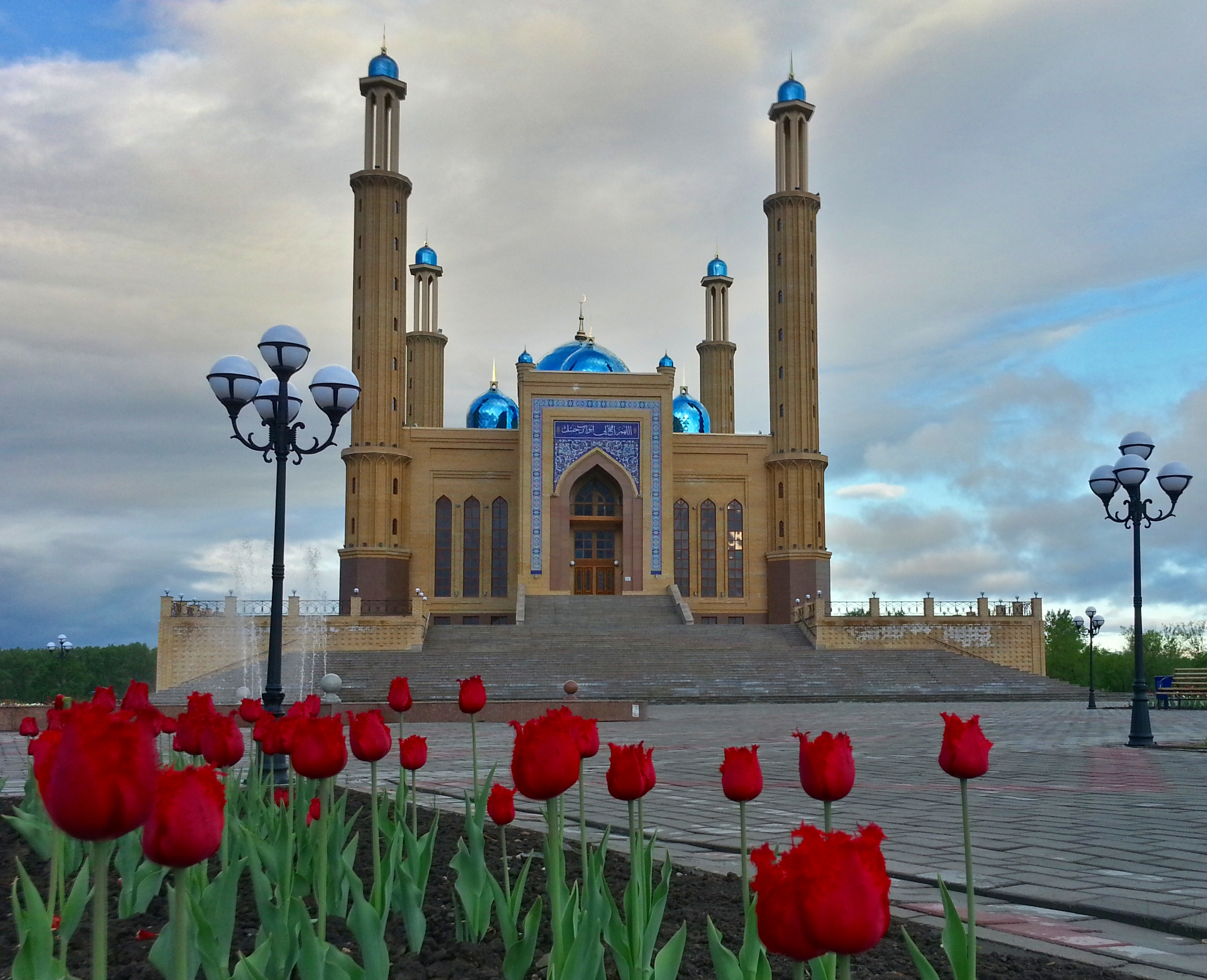
Міська мечеть
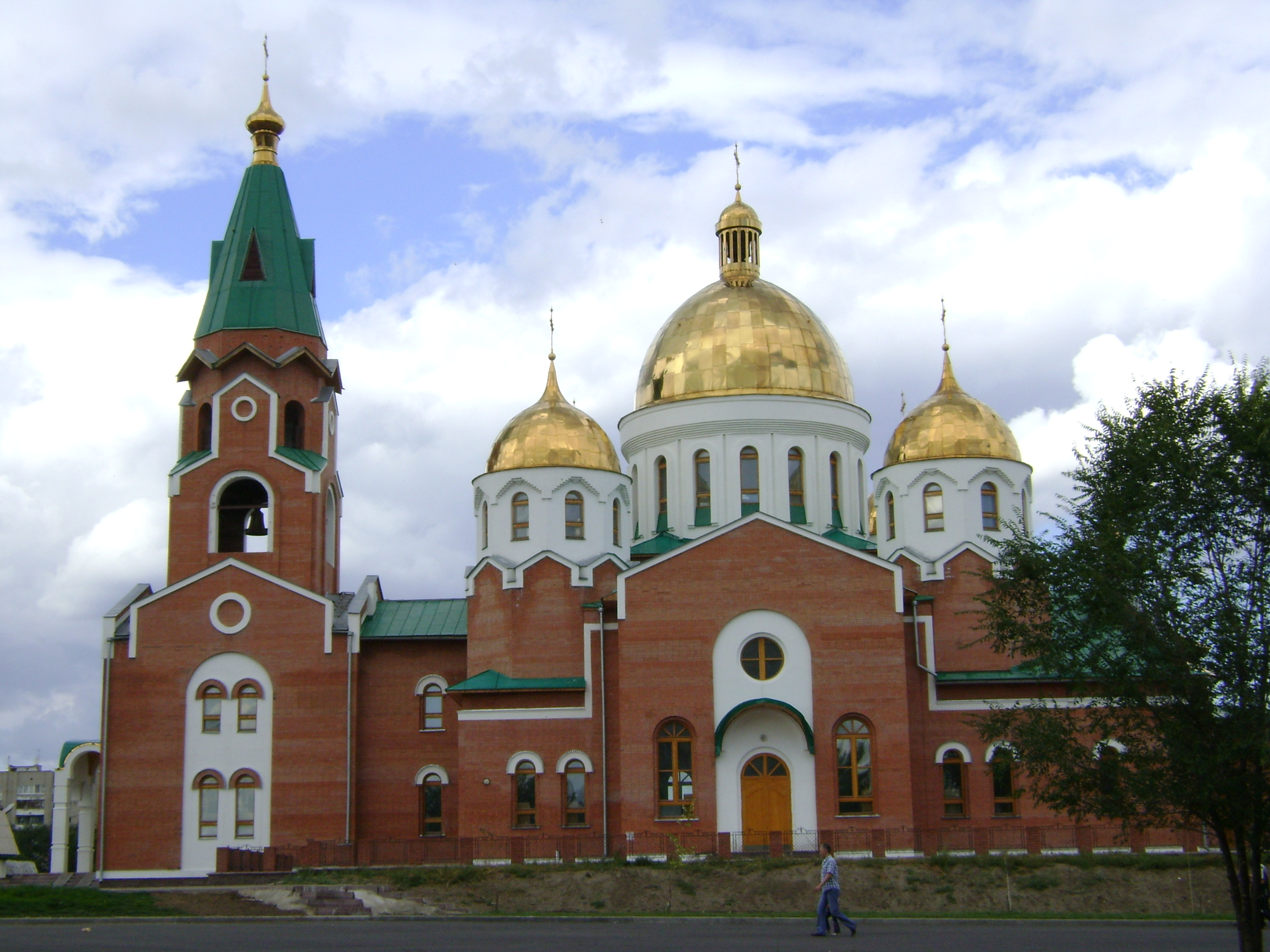
Православна церква у місті

## Екологія
За ступенем концентрації виробництва та інтенсивністю забруднення навколишнього середовища Усть-Каменогорськ займає провідне місце у республіці Казахстан. Загалом у атмосферу обласного центру викидається понад 80 тисяч тон забруднюючих речовин 170 найменувань, серед них свинець, селен, кадмій, арсен, фтористий водень, хлор, сірчаний ангідрид та інші речовини, відсоток яких в валових викидах невеликий, але токсичність для оточуючого середовища значна. У місті зареєстровано 3 217 організованих та 2 484 неорганізованих стаціонарних джерел забруднення атмосфери. Крім того екологічна ситуація погіршується автотранспортом, кількість якого постійно зростає. Токсичні відходи відвалів Ульбінського металургійного заводу, АТ Казцинк, ТЕЦ, вимиваються в підземні горизонти, забруднюючи ґрунтові води свинцем, кадмієм та іншими важкими металами.
На території міста виявлено близько 400 радіоактивних аномалій. Найбільша з них має розміри 400 x 220 метрів та потужність випромінювання 360 мкр/год. У місті проводяться роботи по спорудженню укриттів в таких зонах.

## Відомі уродженці
- Хижниченко Сергій Олександрович — казахський футболіст, нападник польського клубу «Корона» (Кельці) та національної збірної Казахстану.
- Абрамов Едуард Михайлович — російський поет, прозаїк, член Національної спілки письменників України.